# Kababina alta
Kababina alta är en spindelart som beskrevs av Davies 1995. Kababina alta ingår i släktet Kababina och familjen Amphinectidae.
Artens utbredningsområde är Queensland. Inga underarter finns listade i Catalogue of Life.